# Carystus (bướm nhảy)
Carystus là một chi bướm ngày thuộc họ Bướm nâu.